# Iodur d'estany(II)
El iodur d'estany(II), també conegut com a iodur estannós, és una sal iònica d'estany i iode amb la fórmula SnI₂. El seu pes molar és de 372.519 g/mol. És un sòlid entre vermell i taronja-vermell. El seu punt de fusió és de 320 °C i el seu punt d'ebullició és de 714 °C.